# 六耳铃
六耳铃（学名：Blumea laciniata）是菊科艾纳香属的植物。分布于印度尼西亚、巴布亚新几内亚、缅甸、巴基斯坦、不丹、中南半岛、印度、菲律宾、马来西亚、锡金、台湾岛、斯里兰卡以及中国大陆的福建、贵州、广西、云南、广东等地，生长于海拔400米至800米的地区，一般生于山坡、河边、田畦、草地以及林缘。裂葉艾納香(B. laciniata)是除了 大頭艾納香(Blumea riparia var. megacephala)以外，最常見的 艾納香(BLUMEA)。台灣從平地到海拔1,500公尺山區皆有機會發現，算是常見的種類，植株大小差異非常大，外觀變化亦大。花期從10月起至翌年5~6月。
名称已修订，正名为六耳铃 Blumea sinuata。

### 特徵
一年生直立草本，植株高0.3~1.5m或更高，密被多細胞長毛及腺毛；大型植株基部常分歧，莖具縱稜。葉膜質，中、下部葉倒卵形至卵狀長圓形，長10~20cm，基部漸狹，下延成翅；不規則粗齒狀至琴狀分裂，裂片常呈三角形，邊緣鋸齒或粗齒狀。上部葉較小，不裂，葉全緣、鋸齒或牙齒狀，兩面被長毛。頭花頂生，多數，圓錐狀排列，總梗被柔毛及腺毛；總苞圓柱形，綠色至紫紅色，苞片線形，多層，花後偶反捲；頭花徑約0.5cm，心花黃色。瘦果圓柱形，長1mm，冠毛白色，常續存至植株枯萎。

### 分布
阿薩姆、中國、香港、台灣、尼泊爾、不丹、緬甸、泰國、印度、喜馬拉雅山、印尼、菲律賓、馬來西亞、新幾內亞、中南半島、所羅門群島以及夏威夷。

## 别名
吊钟黄（广西）、波缘艾纳香（广西植物名录）